# Soutok řek Nemunas a Neris
Soutok řek Nemunas a Neris, litevsky Nemuno ir Neries santaka, je soutokem dvou největších a nejdelších litevských řek Nemunas (Němen) a Neris. Nachází se v parku Santaka ve čtvrti Senamiestis (Staré město) krajského města Kaunas.

## Další informace
Soutok řek Nemunas a Neris se nachází na západním cípu parku Santaka, vede k němu stezka a je na něm vyhlídka. Místo, které je populárním cílem výprav místních i turistů, je celoročně volně přístupné. Poblíže soutoku je také množství bludných balvanů a souvků.